# De Blauwe Meneer
Meneer Janssen (Mr. Johnson), beter bekend als De Blauwe Meneer (Fat Blue), is een personage uit Sesamstraat. Hij is kalend, heeft een donkerblonde borstelsnor en draagt een grijs pak. 
In de Amerikaanse versie van het programma, Sesame Street, werd de stem van Mr. Johnson eerst ingesproken door Jerry Nelson tot aan diens overlijden in 2012; daarna nam Matt Vogel het over. In het Nederlands wordt de stem van het personage gedaan door Wim T. Schippers.
De Blauwe Meneer moet worden onderscheiden van zijn vermeende broer, Simon Sound.

## Verhaallijnen
De Blauwe Meneer is vooral bekend als vaste klant in (Charlie's) restaurant waar Grover als ober werkt. In het begin kwam hij daar tijdens zijn korte lunchpauze en veranderde hij, in zijn wispelturigheid, steeds de bestelling. Later werden de rollen omgedraaid en was het Grover die hem tot wanhoop dreef door zijn werk niet naar behoren uit te voeren. Een keer kwam er een andere ober, maar ook dat was geen succes. De latere filmpjes spelen zich op andere locaties af; zowel binnen als buiten de horeca. 